# Caligodorus tuberosus
Caligodorus tuberosus är en skalbaggsart som beskrevs av Barret 1932. Caligodorus tuberosus ingår i släktet Caligodorus och familjen Aphodiidae. Inga underarter finns listade.